# Nihilisme russe

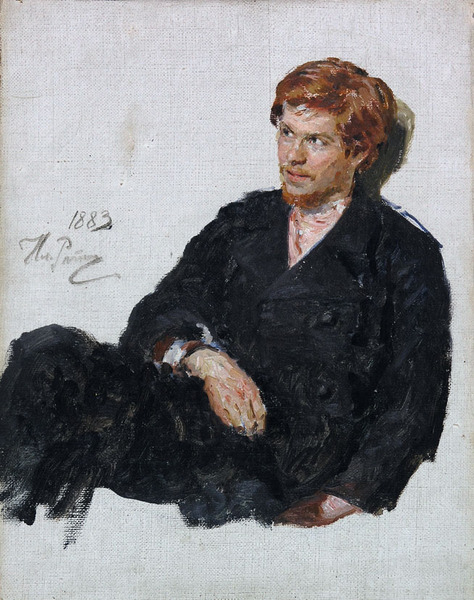
Portrait d'un étudiant russe nihiliste, d'Ilja Repin, peintre réaliste russe (1844-1930)

Le nihilisme russe désigne un mouvement intellectuel, philosophique, politique, littéraire et journalistique de gauche particulièrement vivace dans l’Empire russe de la fin des années 1850 jusqu’au début des années 1880.
L'apparition du mouvement nihiliste provoque un profond clivage au sein même de l'intelligentsia russe de l'époque, qui se scinde entre « nihilistes » et « antinihilistes ». Pour certains historiens de ce mouvement (par exemple, Sergueï Stepniak-Kravtchinski ou Pierre Kropotkine), celui-ci s'acheva à la fin des années 1860, d'autres le voient se prolonger très au-delà, mais distinguent une première phase plus littéraire, suivie par une phase plus politique.

## Concept
Le nihilisme russe a un sens particulier et désigne plus des individus — les « nihilistes » — et un mouvement politique et littéraire radical qu'un mouvement philosophique, tel qu'on le conçoit habituellement en Occident. 

« Un nihiliste, c'est un homme qui ne s'incline devant aucune autorité, qui ne fait d'aucun principe un article de foi, quel que soit le respect dont ce principe est auréolé. »

— Ivan Tourgueniev, Pères et Fils.
Dans l'article qu'il consacre à la question, Charles Moser distingue plusieurs « niveaux » de nihilisme : 
- le nihilisme intellectuel, qui « soumet toutes les idées reçues au test de la raison, avec comme présupposés que ces tests mèneront au rejet de la plupart des principes traditionnels. »
- le nihilisme politique, qui « nie les structures sociales et politiques existantes dans l'espoir que de nouvelles structures seront créées à leur place. »
- le nihilisme métaphysique, « le [niveau] plus profond », qui est « un nihilisme de désespoir qui aboutit en général à la mort. »

Il indique également que si, outre les journaux, le roman fut le principal champ d'affrontement, la poésie, curieusement, ne fut pas épargnée.

## Historique

### Contexte
Si en Russie, les première décennies du XIXe siècle furent marquées par l'idéalisme allemand, les décennies suivantes (années 1840 et 1850) furent très influencées par une philosophie « scientifique », souvent positiviste (le positivisme devint l'un des courants philosophiques qui eut le plus grand retentissement en Russie jusqu'au XXe siècle). Encouragé par les découvertes de la chimie et de la biologie, le mouvement tourna assez vite au scientisme. 
Les réflexions de Ludwig Feuerbach, Max Stirner, Henry Buckle, Ludwig Büchner, Charles Darwin, Jacob Moleschott ou même Herbert Spencer font l'effet d'une révélation, annoncent une période nouvelle du savoir humain enfin débarrassé de ses projections (Dieu, l'Homme...), et amènent la jeunesse à rejeter avec mépris les anciennes conceptions philosophiques comme dépassées. Selon l'historien Richard Pipes : « Leur impact ne fut nulle part ailleurs aussi important qu'en Russie, où l'absence d'une tradition humaniste et d'une théologie rationnelle rendit les intellectuels particulièrement vulnérables aux explications déterministes. »
Ce changement de paradigme s'accompagna d'une transformation du questionnement : à l'interrogation idéaliste « Que sommes-nous ? » se substitue l'interrogation pragmatique et positiviste « Que faire ? », et le mouvement intellectuel tend à se polariser entre conservateurs et progressistes, séparés par un petit groupe de libéraux. Les débats devinrent âpres et déclenchèrent fréquemment de solides rancunes : les revues littéraires deviennent des porte-parole d'opinions tranchées et irréconciliables.
D'autres nouveautés marquèrent en profondeur le paysage culturel du pays : l'utilitarisme anglais, l'économie politique, ainsi que le socialisme utopique, surtout français, en particulier celui de Charles Fourier : on connaît le fouriérisme du cercle de Petrachevski et les fâcheuses conséquences que sa fréquentation eurent pour le jeune Fiodor Dostoïevski en 1849.
L’accession d’Alexandre II au trône impérial en 1855 ouvre une période plutôt faste de l’histoire russe. L’abolition du servage de 1861, que l’on attendait depuis longtemps, ouvre beaucoup d'espoirs. « La fin des années 1850 et le début des années 1860 furent une période d'union nationale, phénomène rarissime : les forces de gauche du centre et de droite s'unirent pour aider l'État à mener à bien son grand programme de réformes. » Malheureusement, leur mise en application sera assez décevante, aussi bien pour la population paysanne que pour les propriétaires terriens. Parmi les premiers à se sentir floués, dès 1861, Nikolaï Tchernychevski, et la revue dont il était le rédacteur en chef, Le Contemporain : selon lui, l'abolition du servage était une escroquerie.
Profitant de la relative ouverture, la contestation politique, étouffée sous le règne répressif de Nicolas Ier, relève la tête : dès avril 1866, on verra la première tentative d'assassinat d'Alexandre II par Dmitri Karakozov et le mouvement révolutionnaire aboutira le 1er mars 1881 (13 mars dans le calendrier grégorien) à l'assassinat de l'empereur dans un attentat à la bombe organisé par le groupe terroriste Narodnaïa Volia.

### Origine du mouvement
On date habituellement la popularisation du terme « nihilisme » de la publication par Ivan Tourgueniev de son roman Pères et fils en 1862. Mais un mouvement « nihiliste » existait en Russie dès la fin des années 1850.
Dans ce roman, Tourgueniev met en évidence le conflit de génération qui oppose les « pères » et les « enfants ». Dans le roman, le conflit prend sa source dans l’accueil au sein d’une famille de hobereaux de province sans prétention d’un étudiant en médecine, Bazarov, qui ne témoigne aucun respect devant les traditions. Il méprise aussi bien Alexandre Pouchkine que les sentiments et ne respecte que la « science », dont il a une conception assez positiviste.
Le roman de Tourgueniev fut un grand succès de librairie et Bazarov devint bientôt un modèle pour la contestation.
En 1863, Nikolaï Tchernychevski — alors enfermé à la forteresse Pierre-et-Paul de Saint-Pétersbourg — publia un roman, Que faire ? Les hommes nouveaux, qui eut également un grand retentissement et un fort impact sur la jeunesse.
En 1890, dans son ouvrage Une nihiliste, la mathématicienne et écrivaine féministe Sofia Kovalevskaïa décrit le parcours d'une jeune femme noble qui choisit d'« aller au peuple » et de se joindre à la cause des jeunes révolutionnaires russes.